# Саєнко Володимир Данилович
Володимир Данилович Саєнко (* 28 квітня 1940, Шепетівка, Хмельницька область) — український працівник лісового господарства. У 2000—2005 роках — генеральний директор ОКАП «Сумиоблагроліс». Колишній почесний президент футбольного клубу «Явір» (Краснопілля). Нагороджений Золотою відзнакою ПФЛ України. Заслужений працівник сільського господарства України (1997).